# 石川テレビハイビジョンスペシャル「時をつなぐ」
石川テレビハイビジョンスペシャル「時をつなぐ」（いしかわテレビハイビジョンスペシャル「ときをつなぐ」）は、石川テレビで2006年7月3日から2007年6月4日まで、原則として第1月曜19:00-19:54（JST）に放送されたドキュメンタリー番組。ハイビジョン方式で放送され、地上アナログ放送ではレターボックス形式で放送された。
この時間帯に本来放送される『ネプリーグ』は遅れネット（最速で5時間40分遅れ、中には2007年1月5日,8日,2月12日午前10時台に振替放送した回もある）での放送となっていた。再放送もされた。

## サブタイトル
第1回　息子 飛生へ ～奥能登で暮らす母と子の記録～　（7月3日放送、再放送7月29日）

第2回　金沢銅器と貿易商 ～世界を駆けた円中孫平～　（8月7日放送、再放送8月26日）

第3回　加賀大名行列 ～仙之助すごろく日記～　（9月4日放送、再放送9月30日）

第4回　動け!ロボット ～金沢工大・ロボコンに挑んだ1年～ （10月16日放送、再放送10月28日）

第5回　花火のむら ～一瞬にかける能登東間の男たち～ （11月6日放送、再放送11月23日）

第6回　霊峰白山 ～2702mの四季～（12月4日放送、再放送12月30日）

第7回　サインは思いやり ～門前高校ソフトボール部～（2007年1月15日放送、再放送1月27日）

第8回　芸を繋いで ～金沢 囃子と謡の担い手たち（2007年2月5日放送、再放送2月24日）

第9回　里山は私のいのち ～小松大杉の女性猟師～（2007年3月5日放送、再放送3月31日）

第10回　寒ブリにかける ～七尾の定置網と男たち～（2007年4月16日放送）

第11回　門前 総持寺 ～700年の伝統と雲水たち～（2007年5月7日放送、再放送5月26日）
  
第12回（最終回） 浅野川の流れとともに ～金沢 梅の橋界わい～（2007年6月4日放送）